# Ternate
För andra betydelser, se Ternate (olika betydelser).

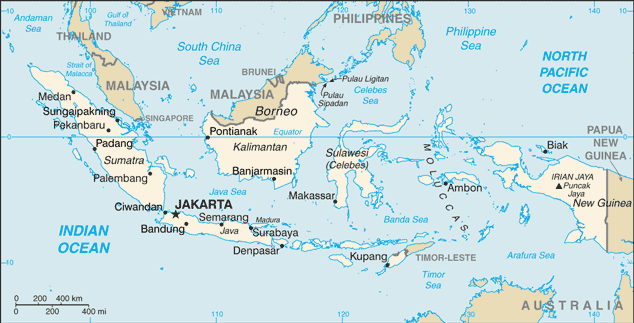
Indonesien

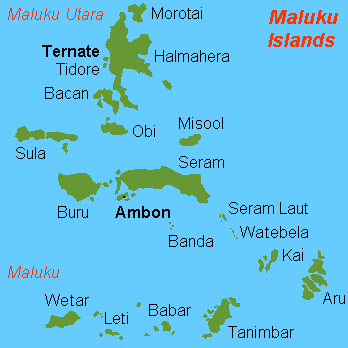
Moluckerna

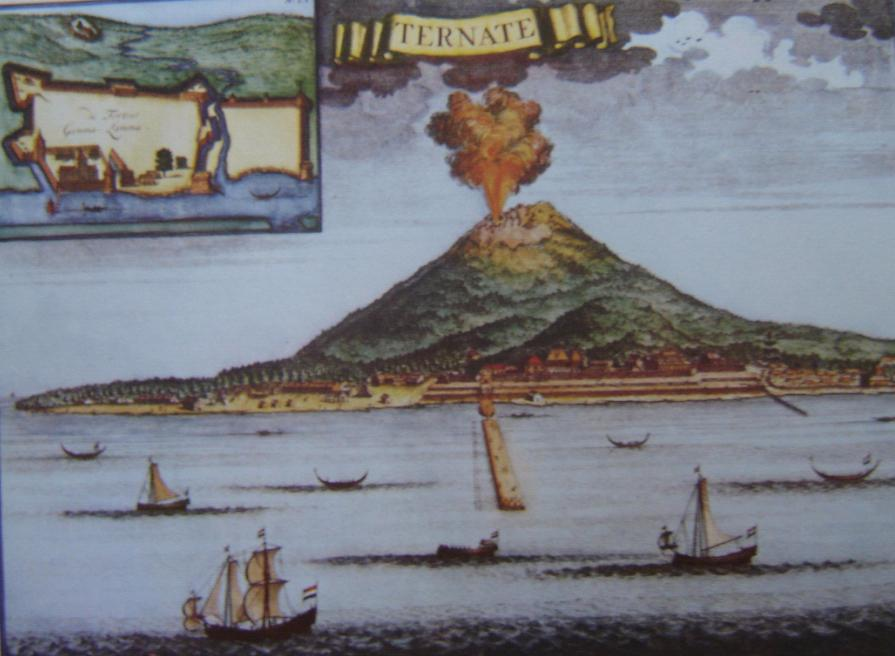
Ternate och hamnen, teckning från 1720

Ternateön (indonesiska Pulau Ternate) är huvudön i Maluku Utaraprovinsen (Norra Moluckerna) i Indonesien i västra Stilla havet. Hela ön samt några mindre öar ligger under staden Ternates administration.

## Geografi
Ternateön är en liten ö bland Moluckerna och ligger ca 2 300 km nordöst om Jakarta och cirka 20 km väster om Halmahera. De geografiska koordinaterna är 0°47′ S och 127°22′ Ö.
Ön har en area på 111,8 km² med en radie på cirka 10 km. Den omges av andra öar som Hiri (12,4 km²), Mayau (78,4 km²), Moti (24,6 km²), Tifure (22,1 km²), samt de tre småöarna Gurida, Maka och Mano (var och en mindre än 1 km²).
Den högsta höjden är den cirka 1 715 m höga vulkanen Gamalama som hade sitt senaste utbrott 1980.

## Historia
Ternateön beboddes troligen av melanesier redan cirka 1 500 f.Kr. Ternate har länge haft handelsförbindelser med Indien och Arabien. Ön blev ett eget sultanat kring 1257  med myndighet över den västra delen av Kryddöarna. Portugiser anlände kring 1512 och styrde ön fram till 1575. Under portugisernas tid byggdes bland annat Fort São João Baptista de Ternate. Därefter övertog Spanien i början på 1600-talet överhögheten för en kort period tills ön 1663 hamnade under holländare från Vereenigde Oostindische Compagnie (Holländska Ostindiska Kompaniet), som bibehöll den lokale monarken. Under holländarnas tid utvecklades odling och handeln med kryddor och framför allt kryddnejlika.
Nederländerna behöll styret över ön, utom en kort tid under andra världskriget, då ön 1942 ockuperades av Japan, fram till Indonesiens självständighet 1949.
I början på 1999 utbröt oroligheter mellan kristna och muslimer, som dock inte blev lika våldsamma som på andra ställen i Moluckerna. Samma år delades provinsen Moluckerna i två områden och Ternate blev huvudort för Maluku Utara ("Norra Moluckerna").
Planer finns att flytta provinsens administrativa huvudort till Sofifi på centrala Halmahera.[källa behövs]